# Kukavica (gmina Vlasotince)
Kukavica (cyr. Кукавица) – wieś w Serbii, w okręgu jablanickim, w gminie Vlasotince. W 2011 roku liczyła 458 mieszkańców.